# Antonio Ferres
Antonio Ferres Bugeda (Madrid, 1 maart 1924 – aldaar, 11 april 2020) was een Spaans schrijver en dichter, behorend tot de zogenaamde Generación del Cincuenta (Generatie van '50).

## Loopbaan
Veel van de schrijvers die gerekend worden tot de Generatie van '50 – zo genoemd omdat ze debuteerden in de jaren vijftig – blinken uit door sociaal-realistisch proza. De beschrijving van de armoede en ellende die leefde onder een groot deel van de Spaanse bevolking bracht verschillende auteurs in conflict met het Franco-regime. In 1959 verscheen Ferres' debuutroman La piqueta (Het houweel). Toen zijn daarop volgende roman Los vencidos (De overwonnenen, 1960) door de Spaanse censor verboden werd, liet Ferres de roman uitgeven in het buitenland. Ook de publicatie van Ferres' roman Al regreso del Boiras (De terugkeer van de Boiras, 1961), werd in Spanje verboden omdat daarin de repressie van het Franco-bewind aan de orde werd gesteld. In 1964 besloot Ferres Spanje te verlaten om vrijuit over zijn geboorteland te kunnen schrijven. Van 1965 tot 1976 was hij als docent en hoogleraar in de literatuurwetenschap verbonden aan diverse universiteiten in de Verenigde Staten en Mexico. Na de dood van dictator Franco keerde Ferres terug naar Spanje (1976). Ferres won in zijn carrière de Prijs Sésame voor zijn verhaal Cine de barrio (De buurtbioscoop, 1956), de Prijs van de stad Barcelona voor zijn roman Con las manos vacías (Met lege handen, 1964) en de Prijs voor poëzie van de stad Madrid voor de dichtbundel La inmensa llanura no creada (De immense ongeschapen vlakte, 2000).
Antonio Ferres Bugeda overleed in 2020 op 96-jarige leeftijd.

## Ferres in Nederlandse vertaling
Los vencidos is tot op heden de enige roman van Ferres die vertaald is in het Nederlands. Het boek verscheen in 1966 onder de titel De overwonnenen bij uitgeverij De Bezige Bij. De vertaling van Anna Conterno en Hans de Vries was gebaseerd op de Italiaanse vertaling uit 1962 (I vinti). Volgens recensent Koos Geenen van de Volkskrant ontbeert Ferres' roman een duidelijke spanningsboog, waardoor het boek "niet de volle 270 pagina's [blijft] boeien". Ook Joke Kool-Smit vond de roman niet bijster geslaagd. Literatuurcriticus Ivan Sitniakowsky, toen nog schrijvend voor het Algemeen Handelsblad, sprak daarentegen van "een zeer leesbaar boek" en prees vooral de afwezigheid in de roman van al te "dik opgelegde tragiek".

## Inhoud vanDe overwonnenen
In de roman worden vier personen gevolgd in de periode 1941-1944, waarbij sprake is van een voortdurend wisselend perspectief. Asunción Salinas is een jonge onderwijzeres die op zoek is naar haar verdwenen echtgenoot, die tijdens de Spaanse Burgeroorlog gevochten heeft aan Republikeinse zijde. Federico Vidal García is een Catalaanse arts die enige tijd met de echtgenoot van Asunción is opgetrokken tijdens de slag om Madrid. Hij zit thans in de gevangenis van de Madrileense voorstad Guadalarreal, waar hij zich nuttig maakt als assistent van de gevangenisarts. Asunción bezoekt Federico in de gevangenis en verneemt van hem dat haar echtgenoot ruim twee jaar eerder 's nachts uit zijn cel is gehaald en geëxecuteerd. Bij wijze van wederdienst vraagt Federico aan Asunción of zij in contact wil treden met ene Juanito. Voor deze jongen, die hij heeft leren kennen tijdens de slag om Madrid, heeft Federico een bijzondere genegenheid opgevat. De knappe Juanito is de derde hoofdpersoon van de roman. Juanito besluit in 1944 om Madrid te verlaten en zich aan te sluiten bij de anti-franquistische guerrillastrijders die zich schuil houden in de bergen. De vierde en laatste hoofdpersoon van de roman is de ondercommandant van de gevangenis van Guadalarreal. Hoewel deze Miquel Armenteros in tegenstelling tot de drie andere hoofdpersonen een representant is van het Franco-regime (de overwinnaars) behoort hij in zekere zin ook tot de overwonnenen. Miquel is duidelijk gedesillusioneerd geraakt in zijn werk en in de Spaanse samenleving. Als Miquel een armfractuur oploopt wordt hij geholpen door Federico. Tussen Miquel en Federico groeit heel geleidelijk een soort begrip. De roman heeft een open einde.